# 大浜八幡大神社
大浜八幡大神社 （おおはまはちまんだいじんじゃ）は、愛媛県今治市大浜町にある神社。旧社格は県社。

## 祭神
- 主神：乎致命（おちのみこと）[1]
- 相殿：饒速日命（にぎはやひのみこと）・天道日女命（あまじひめのみこと）・仲哀天皇・応神天皇・神功皇后・武内宿禰（たけのうちのすくね）・市杵島姫命・大穴牟遅命（おおなむちのみこと）

## 歴史
創建は不詳であるが、上古に遡って乎致命の九代孫にあたる乎致足尼高縄が創建したものとされており、応神天皇の時代に乎致命を祖神として当地にて大濱宮（王濱宮）と称した。859年（貞観元年）には宇佐八幡宮より八幡神を勧請し大濱八幡宮と改める。藩政時代は今治藩主の氏神として藩士の祈願所として藩内一位の神社として尊崇される。1871年（明治4年）、郷社大濱八幡宮となり、1937年（昭和12年）10月県社に列する。
文化庁が認定した日本遺産「“日本最大の海賊”の本拠地：芸予諸島－よみがえる村上海賊“Murakami KAIZOKU”の記憶」（平成28年4月25日認定）の構成文化財の33番目に選ばれている。当社に伝わる1524年（大永4年）の造営棟札には「在来島城村上五郎四郎母」の文字が記されており、村上水軍が来島城に在城していた初見資料とされている。

## 境内
境内に乎致命像があり、池の向こうの大浜公園の中腹に越智氏族発祥之地碑がある。

## 例祭
- 10月第2日曜日　例大祭
- 旧1月27日　開運祭

## 摂末社
- 境内摂社：杵築神社、潮富貴神社
- 境外摂社：美保神社、楠神社、杵築神社

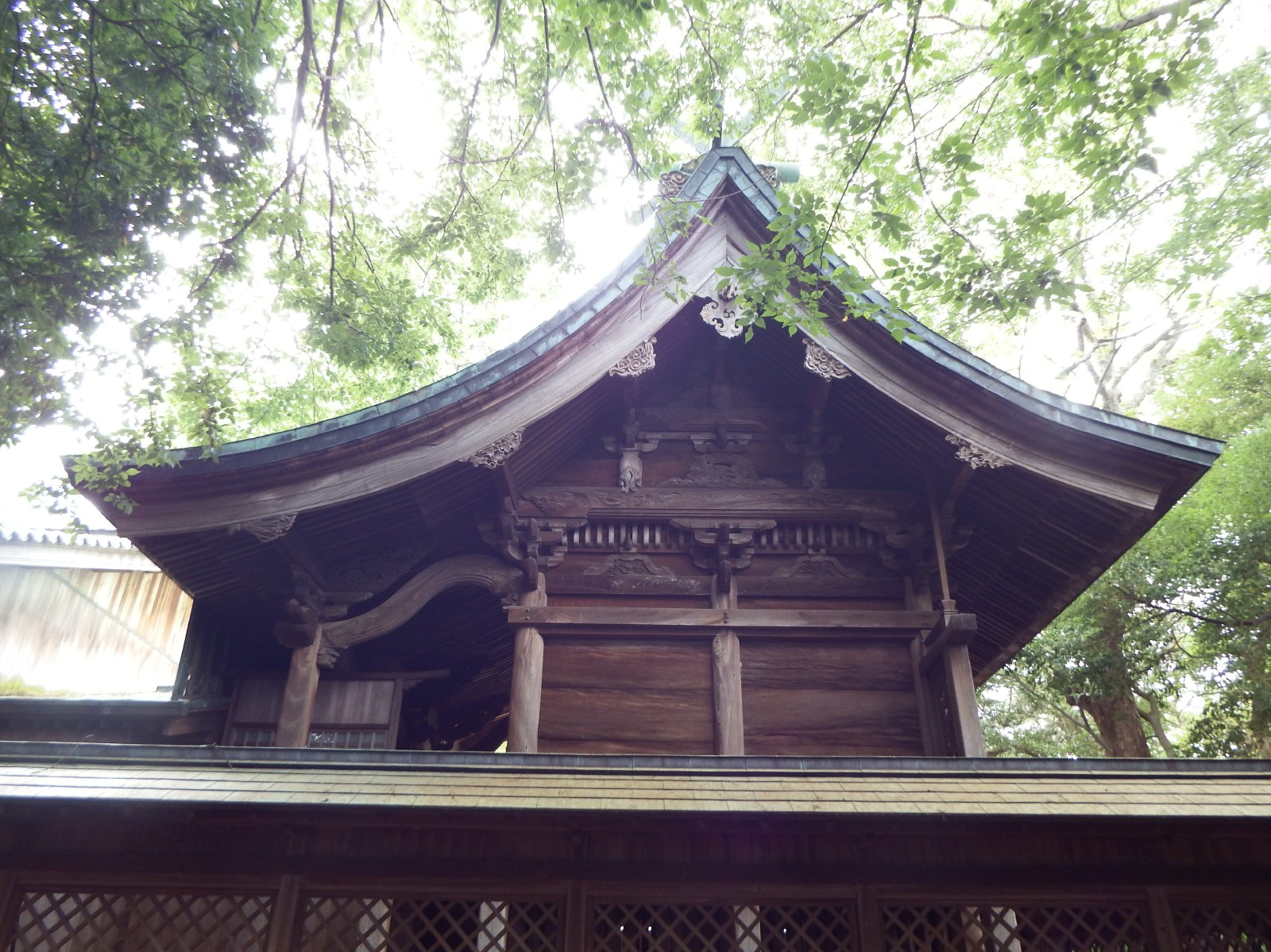
本社本殿
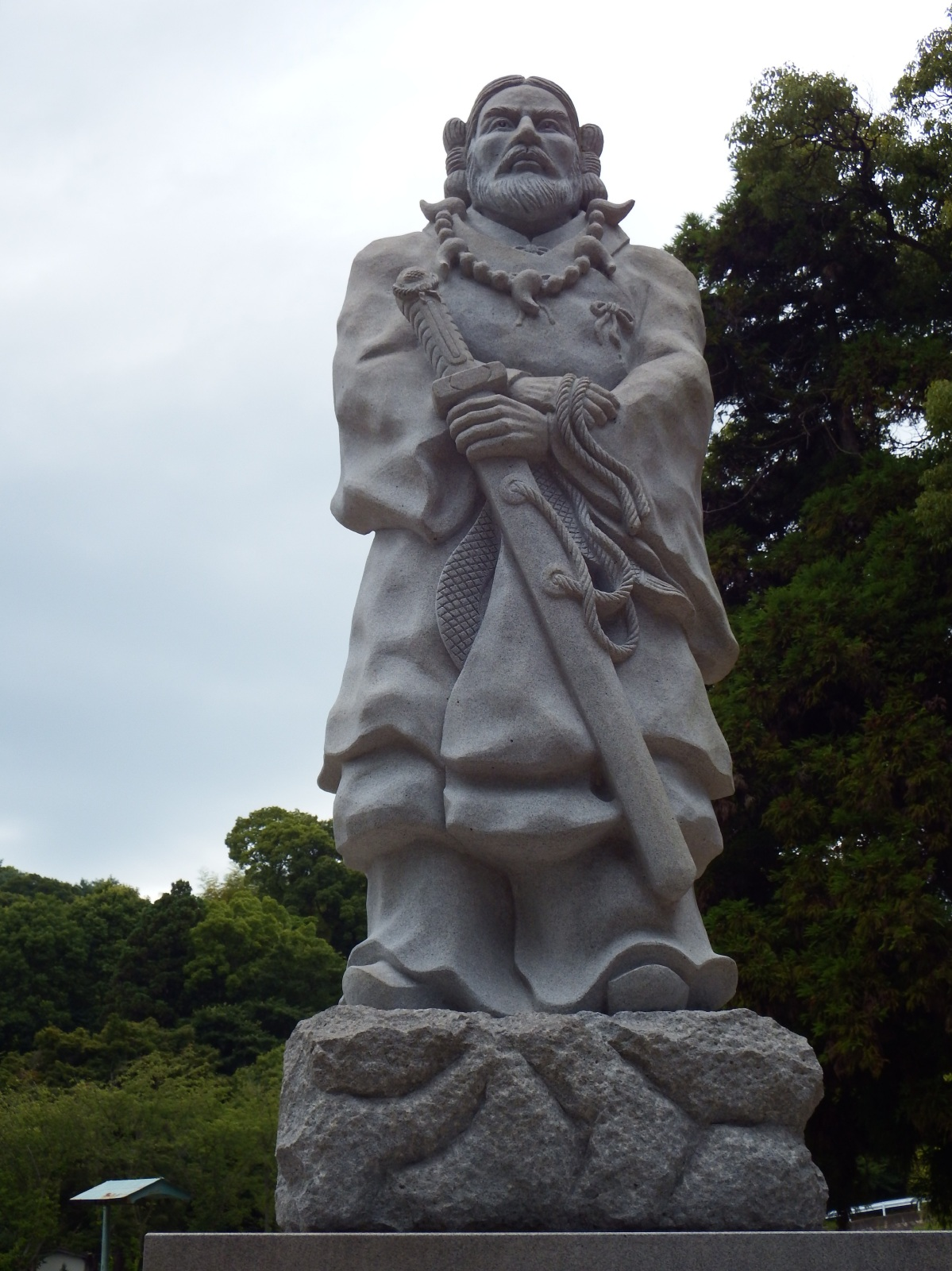
乎致命像
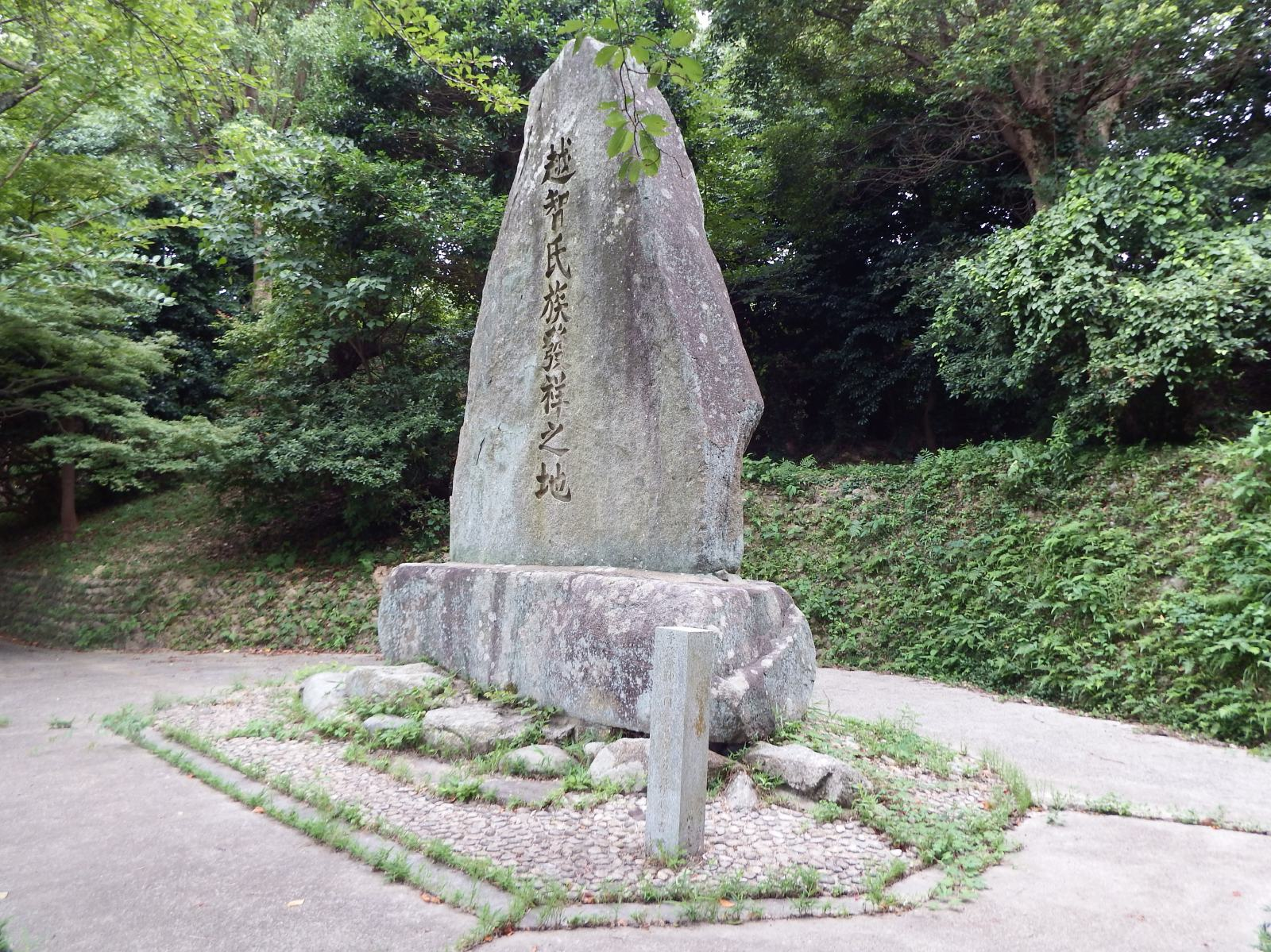
越智氏発祥之地碑
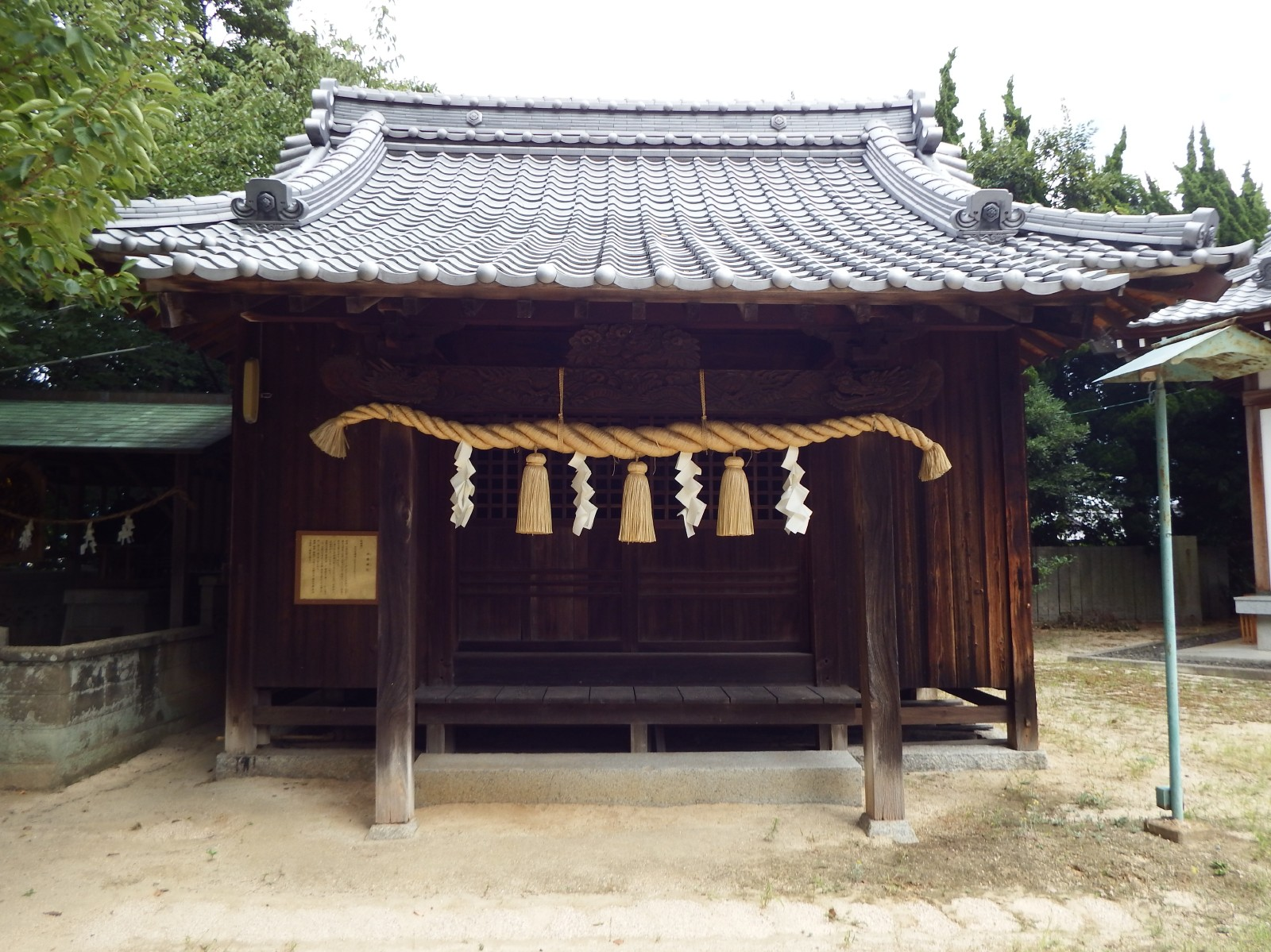
摂社杵築神社

## 現地情報
所在地
- 愛媛県今治市大浜町3-1-9

交通アクセス
- 最寄駅：せとうちバス「八幡前」下車後、徒歩約1分